# Референдум о независимости Нагорно-Карабахской Республики

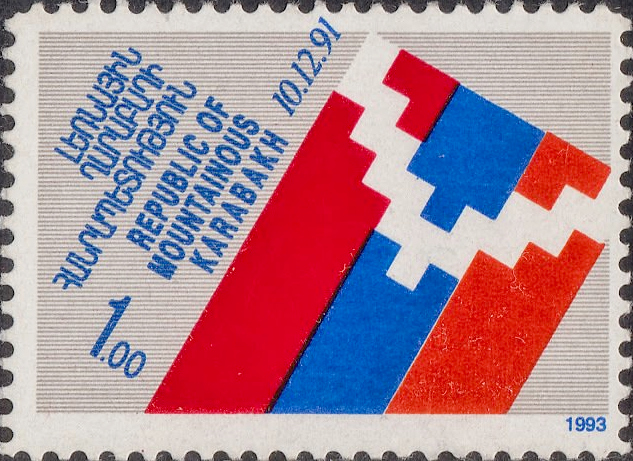
Вторая годовщина референдума о независимости Нагорного Карабаха, Почта Арцаха, 1993

Референдум о независимости Нагорно-Карабахской Республики — референдум по вопросу независимости Нагорного Карабаха от СССР, который прошёл 10 декабря 1991 года. Проходил на территории бывшей Нагорно-Карабахской автономной области и прилегающего Шаумяновского района. На нём был вынесен вопрос:

Согласны ли Вы, чтобы провозглашенная Нагорно-Карабахская Республика была независимым государством, самостоятельно определяющим формы сотрудничества с другими государствами и сообществами?
Оригинальный текст (арм.)Համաձա՞յն եք Դուք, որպեսզի հռչակված Լեռնային Ղարաբաղի Հանրապետությունը լինի անկախ պետություն, ինքնուրույն որոշելով համագործակցության ձևը ուրիշ պետությունների և ընկերակցությունների հետ?

За независимость республики проголосовало 99,89 % избирателей. Бойкотировался азербайджанским населением Нагорного Карабаха, составлявшим около 21 % населения НКАО на 1989 год. Референдум был проведен без согласия Азербайджанской Республики и не признан на международном уровне государствами-членами ООН.
Подготовка, проведение и подведение итогов референдума осуществлялись в соответствии с «Временным положением о проведении референдума Нагорно-Карабахской Республики». Решение считалось принятым, если за него проголосует не менее 2/3 избирателей при явке не менее 50 %.
Бюллетени содержали вопрос на армянском, азербайджанском и русском языках, а также слова «ДА» и «НЕТ» (нежелаемое надо было зачеркнуть)

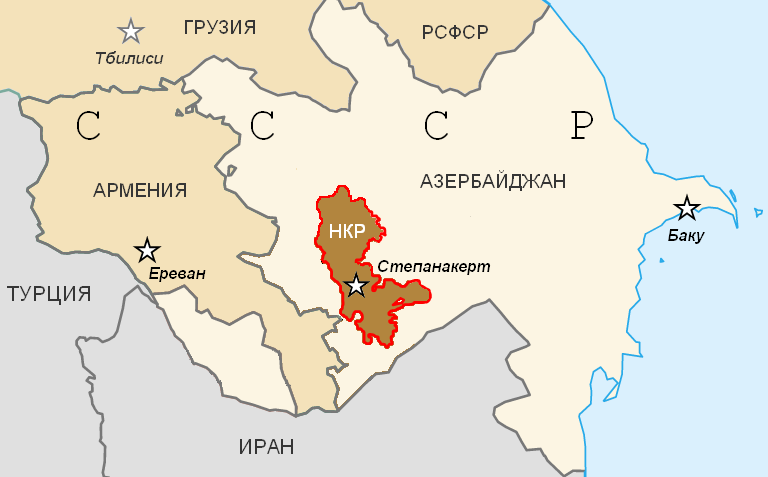
Нагорно-Карабахская Республика в заявленных границах 1991 года